# Убийство в Гораждеваце
Уби́йство в Гораждеваце (серб. Убиство српске деце на реци Бистрици) — террористический акт, произведённый 14 августа 2003 года в 14 часов по местному времени албанскими террористами была обстреляна из автоматического оружия группа детей, которые купались в речке Быстрице в местечке Гораждевац недалеко от города Печ. В результате нападения два ребёнка погибли и ещё шесть получили тяжёлые ранения. Пострадавшие дети были доставлены в местную больницу, где один из них скончался от полученных ранений.
В деревне Гораждевац, где были расстреляны дети, в основном проживали этнические сербы, которые регулярно подвергались нападениям со стороны местного албанского населения.

## Реакция

### КФОР
Командующий международными силами КФОР в Косово генерал Фабио Мини также пообещал принять все меры, чтобы обеспечить сербам и другим национальным меньшинствам в крае «безопасную жизнь».
Прибывший в тот же день в Косово новый глава Временной администрации ООН в крае Хари Холкери решительно осудил теракт. Он пообещал, что убийцы детей предстанут перед правосудием. Он заявил, что глубоко обеспокоен тем, что в первый же день, когда прибыл в Косово, случилась такая страшная трагедия, подчеркнув, что мировое сообщество не намерено позволять экстремистам «подрывать безопасность и будущее края».

### ГСИЧ
Сербские власти расценили эту трагедию как новое свидетельство того, что управляющей Косово Гражданской миссии ООН (УНМИК) и миротворческому контингенту под командованием НАТО не удалось стабилизировать положение в этой провинции, на тот момент входившей в состав Сербии. Вице-премьер Сербии Небойша Чович потребовал срочного созыва заседания Совета Безопасности ООН, заявив, что теракт «подтверждает наличие фашизма в Косово». Глава МИД Сербии и Черногории Горан Свиланович расценил инцидент «как трагическое подтверждение неуспеха работы миссий ООН и НАТО в крае».
По поводу этой трагедии патриарх Сербский Павел заявил:

Мы призываем честных албанцев Косово и Метохии, а также временные политические власти Косово прекратить эти и им подобные, все учащающиеся жестокости и преступления, которые совершаются в Косово от имени народа, а в действительности во вред ему и к его моральному осуждению.

## Расследование
Несмотря на то, что преступление было немедленно осуждено Миссией ООН в Косово, КФОР, чиновниками Косово, ЕС,России, Франции и США, виновные не были найдены. Миссия ООН в Косово предлагает 1 000 000 долларов за любую информацию об организаторах.
Массовые выступления протеста прошли на следующий день. Демонстранты перекрыли шоссейную магистраль Печ — Косовская Митровица, требуя задержания и наказания виновных, которыми они считали албанских экстремистов.